# Jesuitenkolleg Amberg

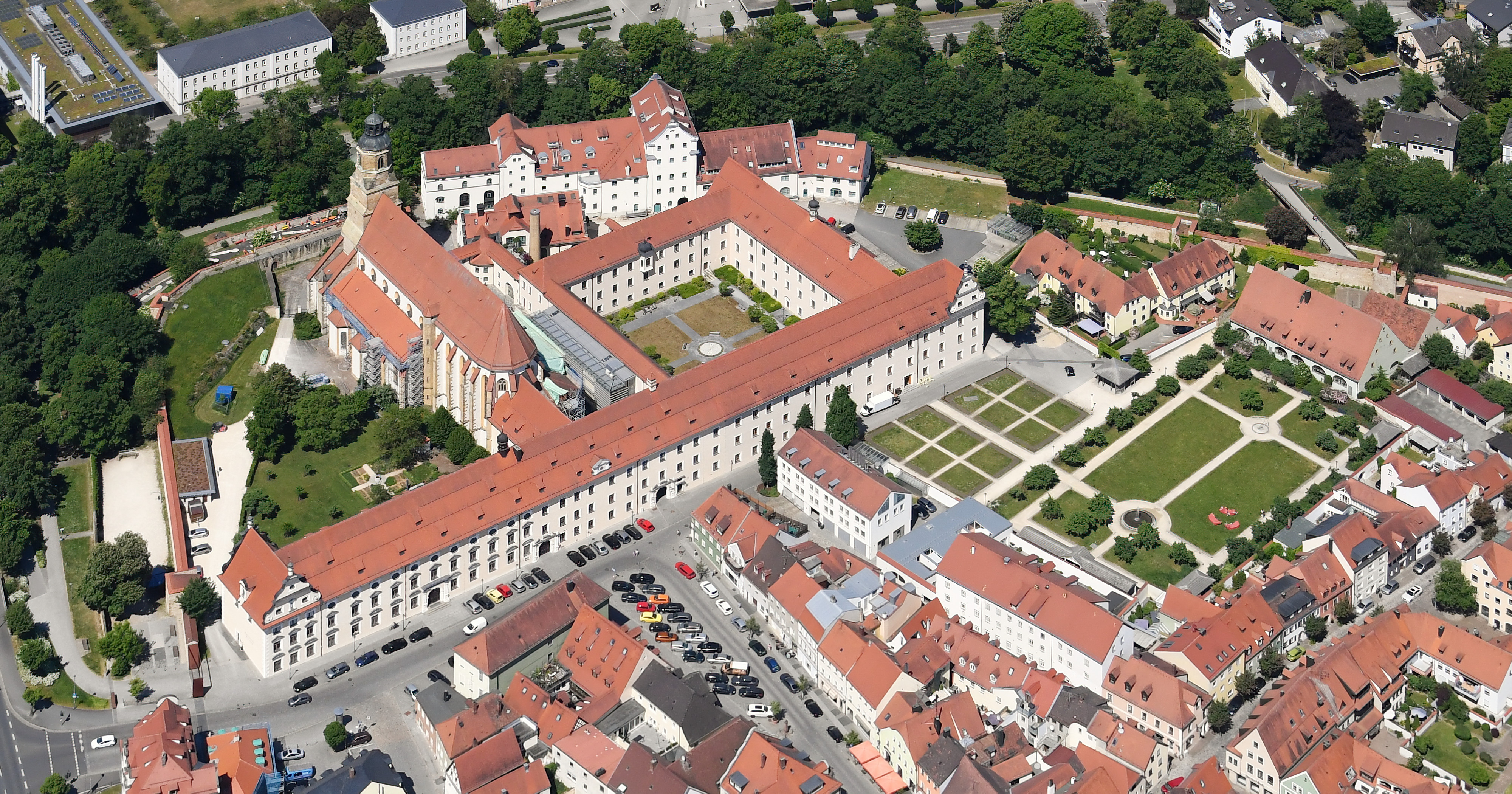
Jesuitenkolleg Amberg von Südosten aus der Luft gesehen

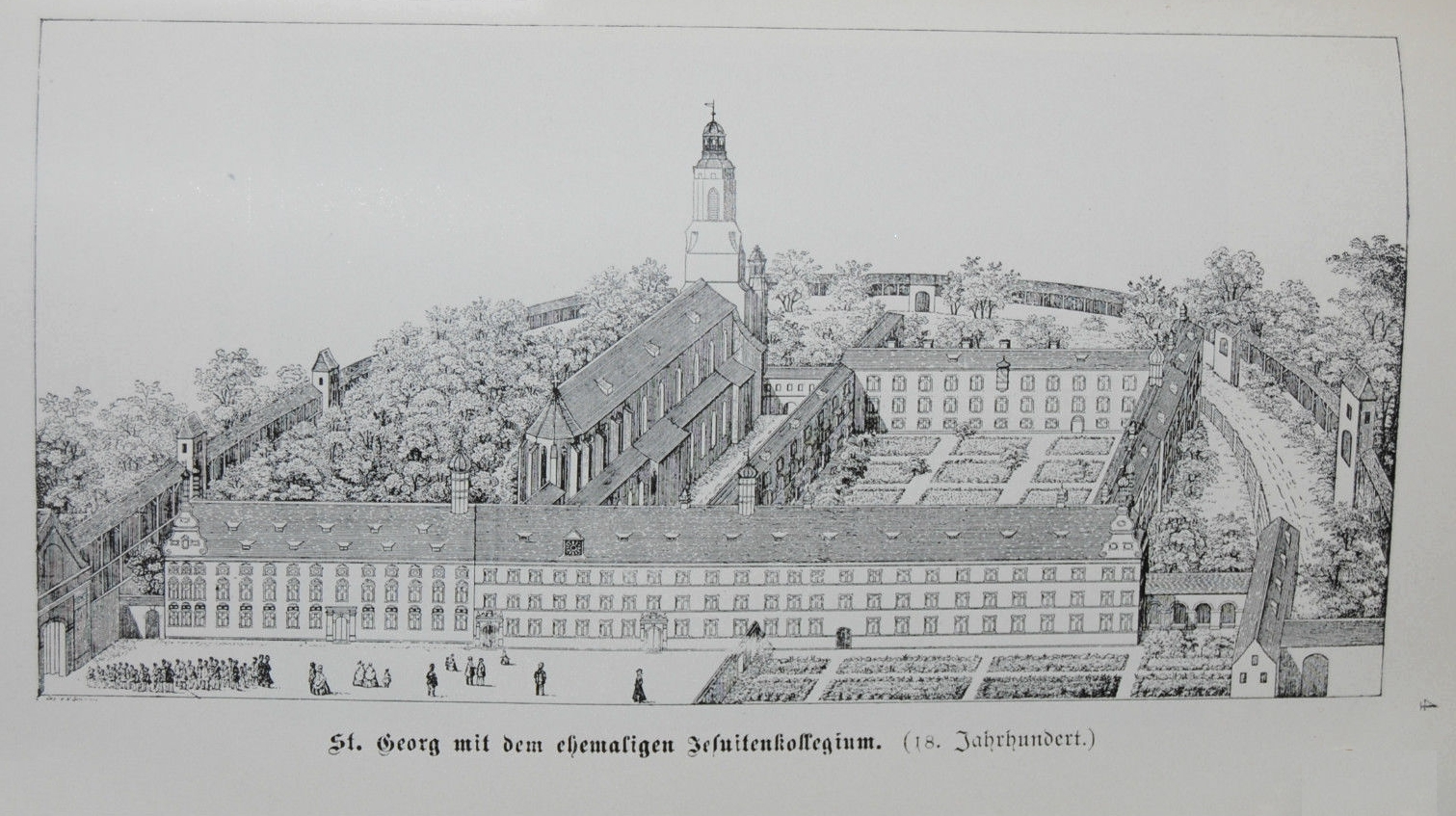
Jesuitenkolleg mit Pfarrkirche St. Georg (Zeichnung aus dem 18. Jahrhundert)

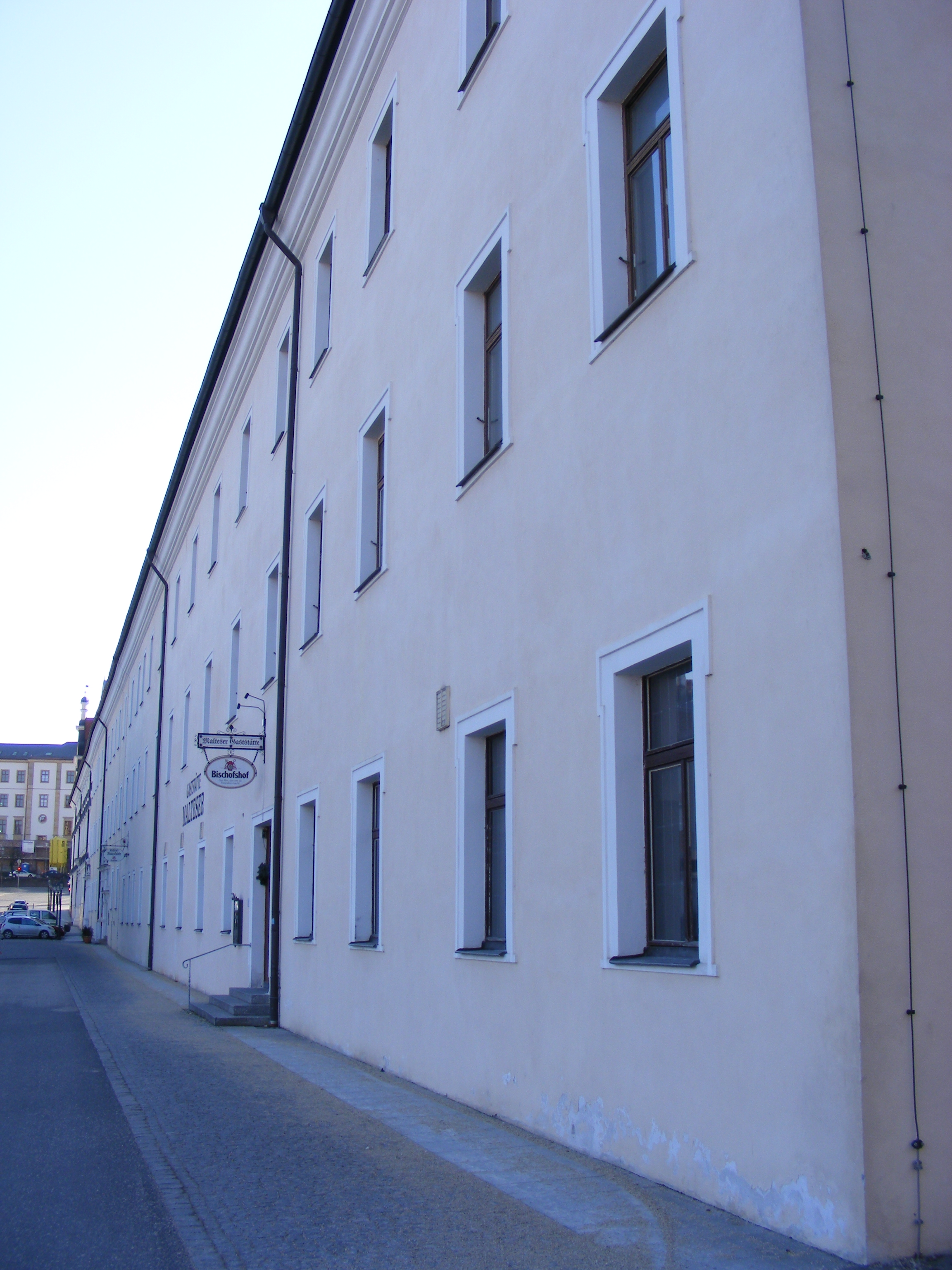
Ehm. Jesuitenkolleg

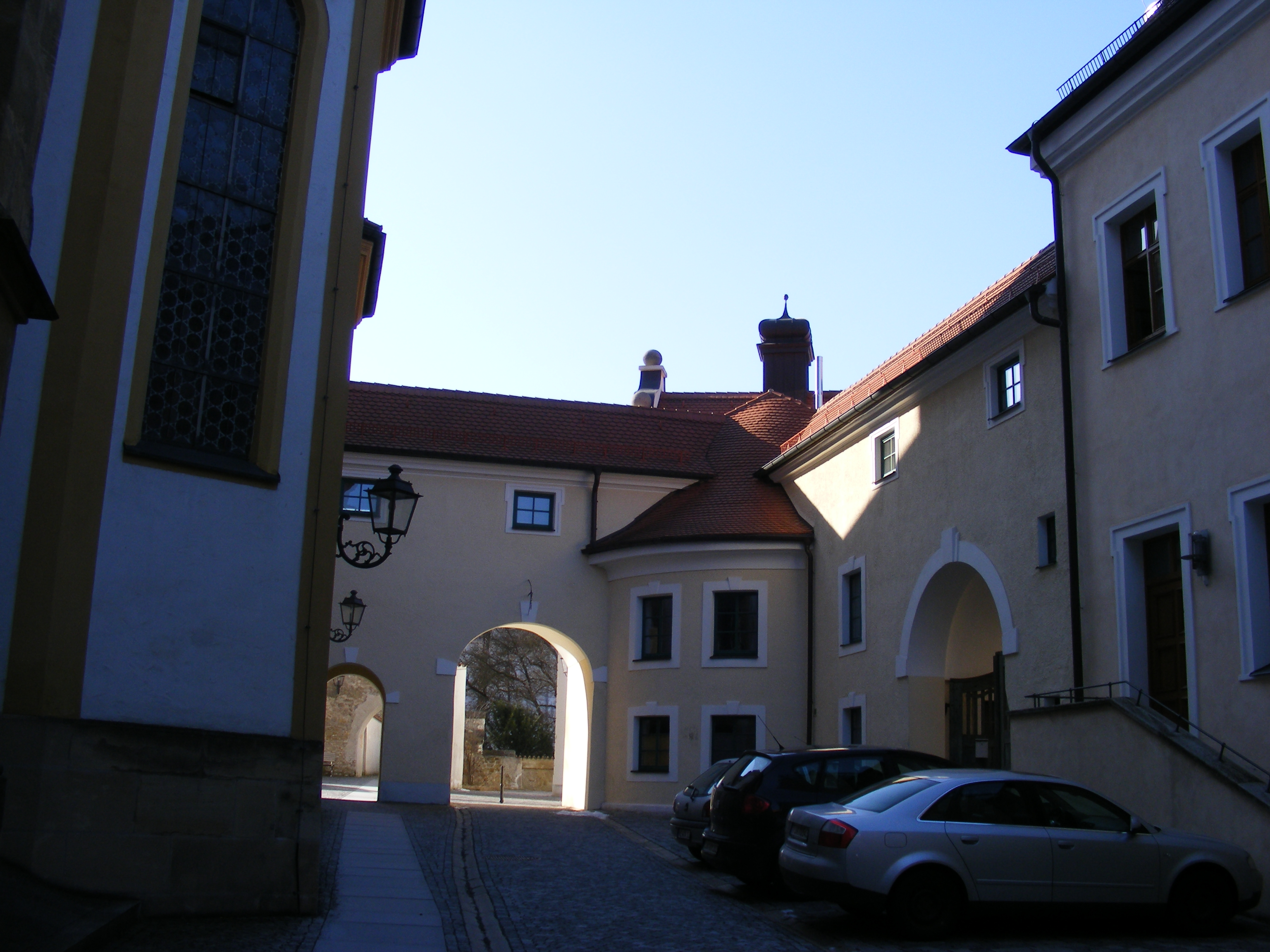
Durchgang zwischen Kirche St. Georg und dem Kollegsgebäude

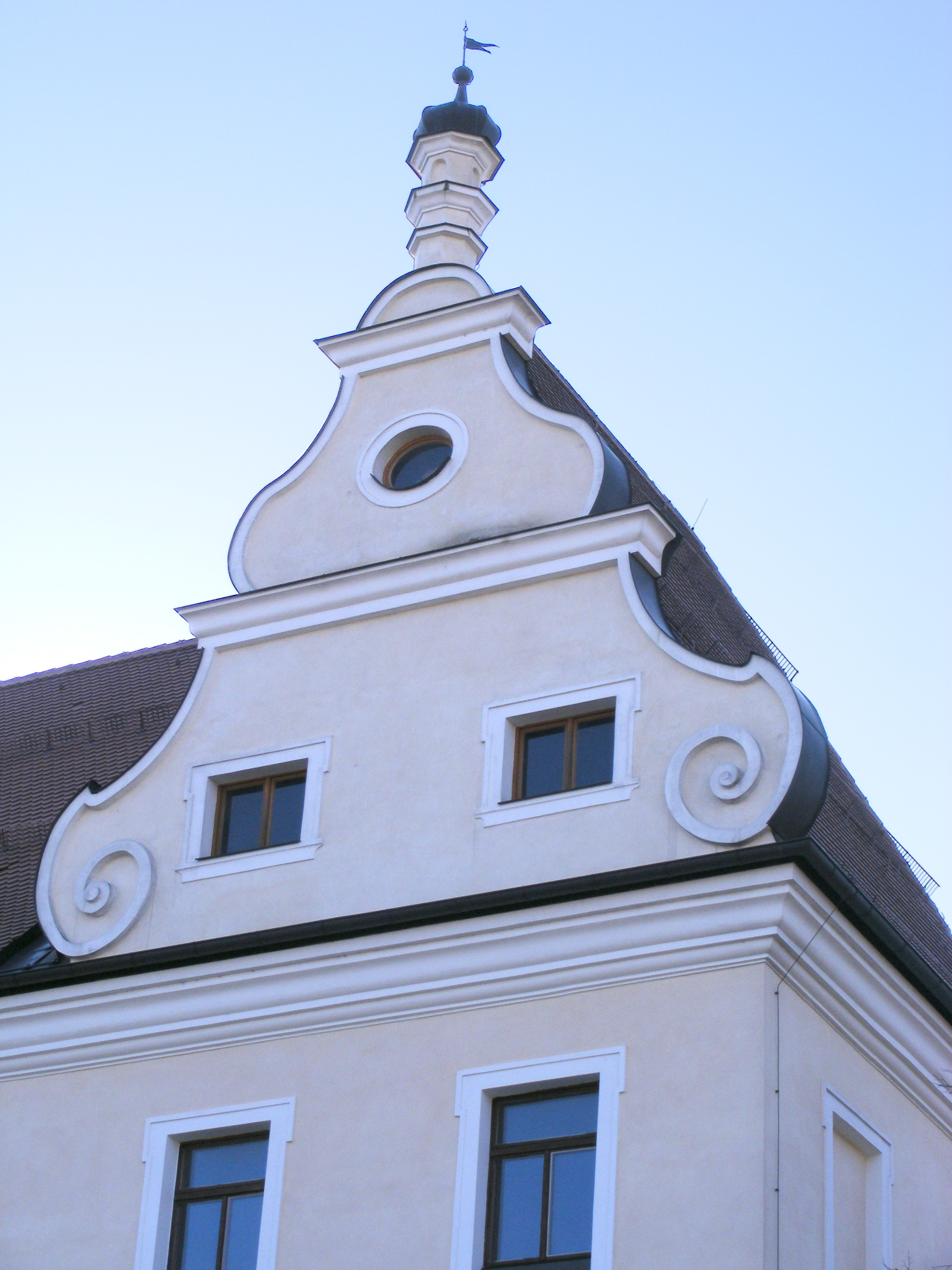
Volutengiebel

Das Jesuitenkolleg Amberg war ein Kolleg der Jesuiten in Amberg, das von 1665 bis 1774 bestand. Heute (2022) sind die Staatliche Bibliothek (Provinzialbibliothek Amberg), das römisch-katholische Pfarramt St. Georg, Wohnungen sowie eine Brauereigaststätte in dem denkmalgeschützten Gebäudekomplex untergebracht.

## Geschichte
Nach der Niederlage des Kurfürsten Friedrich V. in der Schlacht am Weißen Berg bei Prag am 8. November 1620 fiel die Oberpfalz an Bayern und wurde rekatholisiert. Die ersten Jesuiten kamen 1621 in Begleitung der bayerischen Truppen nach Amberg, wo ihnen 1624 der Pfarrhof der St.-Georgs-Kirche zugewiesen wurde. 1626 gründeten die Jesuiten ein Gymnasium. Dazu wurden ihnen zuerst die Räume des calvinischen Pädagogium, das in dem ehemaligen Franziskanerkloster Amberg eingerichtet worden war, übergeben. Zur Eröffnung am 18. Oktober 1626 konnte als erster Rektor P. Christoph Pflaum eingeführt werden. Durch die Rückkehr der Franziskaner wurde 1627 ein erneuter Umzug notwendig und das Gymnasium wurde 1630 nach weiteren Zwischenschritten neben der Kirche St. Georg etabliert. Ab 1632 wurden auch Kurse in Logik und Kasuistik eingeführt, womit der Weg zu einem Lyceum eingeschlagen wurde. Offiziell eröffnet wurde das Lyceum, das der Ausbildung des einheimischen Klerus diente, erst am 29. Oktober 1726 nach der Fertigstellung des bereits ab 1722 projektierten Gebäudes.
Unter den Jesuiten gelangte das Theaterspiel in Form des Jesuitentheaters zu hoher Blüte. Am 9. September 1653 wurde beispielsweise das Stück Philothea in Anwesenheit des Herzogs Christian August von Sulzbach aufgeführt und mit großem Lob bedacht. Dieses Oratorium ist eines der wenigen, von der die Musik (von P. Johann Paul Silbermann) noch überliefert ist.
Die neuen Gebäude des Jesuitenkollegs wurde ab 1665 in der Nähe der St.-Georgs-Kirche durch die Baumeister Wolfgang Hirschstetter, Georg Hagn und Andreas Wels den Älteren erbaut. Der Bau des Nordflügels erfolgte erst 1684 durch Georg Dientzenhofer, die Aufstockung des Westflügels durch dessen Bruder Wolfgang Dientzenhofer 1689. Ein Gymnasiumsgebäude wurde 1672–74 gebaut, der südöstliche Verlängerungstrakt 1674–78. Das Kolleg diente zugleich als Gymnasium und  Klerikalseminar. Von 1722 bis 1865 war ein Lyzeum mit einer philosophischen und einer theologischen Sektion angegliedert. Die Jesuiten betreuten Kirche und Kolleg St. Georg bis zur Aufhebung des Jesuitenordens im Jahr 1773. Im 18. Jahrhundert wurde das Gymnasium von über 300 Gymnasiasten besucht, in dem Lyceum waren 100 Kandidaten der Philosophie und Theologie immatrikuliert; damit ist auch klar, dass der Einzugsbereich dieser Institutionen weit über Amberg hinaus reichte. Der Unterricht war im Übrigen kostenlos. In dem Kloster waren an die 30 Ordensleute tätig, wobei auch Personen für die Überseemission (Paraguay, Chile, Brasilien) abgestellt wurden. Nach der Ordensauflösung wurde der ganze Besitz durch Kurfürst Karl Theodor dem von ihm im Dezember 1781 gegründetem Großpriorat Bayern der Malteser übergeben und die Gebäude wurden von ihnen am 30. August 1782 bezogen. Bis zur Säkularisation wurde das Jesuitenkolleg durch den Malteserorden genutzt, die Gebäude des Jesuitenkollegs werden daher bis heute auch als „Maltesergebäude“ bezeichnet. 1806 kam der Komplex in staatlichen Besitz und beherbergte unter anderem bis 1926 das heutige Erasmus-Gymnasium Amberg. Diesem zugeordnet war die Staatliche Stiftung Studienseminar, ab den 1970er Jahren in Kooperation mit dem Internat des Max-Reger-Gymnasiums. Im September 2013 wurde diese Kooperation beendet, die Stiftung verkaufte das Gebäude mittlerweile an einen privaten Investor.

## Baubeschreibung

### Jesuitenkolleg
Das Kolleg bildet nach Norden eine dreigeschossige Vierflügelanlage mit Satteldächern, Ziergiebel, geohrten Rahmungen zum Innenhof, dem Südflügel mit Erdgeschoss-Arkaden und dem ehemaligen  Gymnasium im Nordflügel. Nach Süden erstreckt sich ein dreigeschossiger Satteldachbau mit Fensterverdachungen, Pilasterportalen und Eckbau mit Zwerch- und Ziergiebeln. Durch diese Verlängerung entstand eine 160 m lange Gebäudefront, die das Bauwerk gegen die Stadt abriegelt. Das ganze Bauwerk besteht aus sparsam gegliederten Bauten, von denen nur der Verlängerungstrakt mit stattlichen Portalen, in den Geschossen verschiedenen Fensterrahmen und Volutengiebeln reicher gestaltet ist. Auf der Hofseite ist ein Erker mit geschweiftem Helm angebracht.
Die erste Ausstattung des Kongregationssaals im Verlängerungstrakt wurde durch Frater Johann Hörmann entworfen. Der Saal wird durch eine Kassettendecke aus den Jahren 1676–1678 mit 585 m² Fläche und einer in Öl gemalten Darstellung der Verkündigung im runden Mittelfeld abgeschlossen, die durch Präses Rapp gestiftet wurde. Die Kanzel mit der Darstellung des Erzengels Michael auf dem Schalldeckel entstand 1693. Zur Ausstattung gehören eine Orgelempore und Portale. Zwischen den Fenstern sind große Gemälde, unter anderem mit sechs Darstellungen aus dem Marienleben von Johann Kaspar Sing angeordnet, die 1707 erworben wurden. Um 1764/1766 wurde die Altarwand in reichen Rokokoformen neugestaltet. Ein konkaves, sechssäuliges Retabel mit einem älteren Altarblatt der Himmelfahrt Mariä von Caspar de Crayer, das im Jahr 1672 erworben wurde, sowie von Leonhard Bacher geschreinerte Oratorien mit (1953 freigelegter) Fassung von Andreas Zellner, wurden dabei hinzugefügt. Fünf große Figuren der Maria Immaculata und der Heiligen Anna, Joseph, Joachim und Johannes Evangelista wurden vor 1698 von Heinrich Mannlich in Silber getrieben.
Die Bibliothek, seit 1826 die Provinzialbibliothek Amberg, befindet sich im Ostflügel. Der erste Bibliotheksbau aus dem Jahr 1682 wurde 1726/1727 vergrößert und dabei teilweise neu ausgestattet. Der langgestreckte, niedrige Raum wird durch eine Spiegeldecke mit Stichkappen abgeschlossen und ist mit Laub- und Bandelwerkstuckaturen mit figuralen Zutaten aus der Welt des Studiums ausgeschmückt. Die Deckengemälde von Johann und Otto Gebhard aus dem Jahr 1726 zeigen Adam und Eva am Baum der Erkenntnis, Jesus unter den Schriftgelehrten (signiert) und das Pfingstwunder. Nach einer Übermalung in den Jahren 1903/1904 wurde in den Jahren 1980–1990 der Zustand von 1726 wiederhergestellt. Die Stuckaturen werden Jacopo Appiani zugeschrieben. Die Ausstattung mit Schränken mit Knorpelwerkschmuck und Fruchtschnüren erfolgte um 1680. Beachtlich ist der teils ursprüngliche und aus oberpfälzischen säkularisierten Klöstern zusammengestellte Buchbestand, teilweise noch im originalen Ordnungssystem.
Der Speisesaal im Nordflügel ist mit Kassettendecke, Portal, Wandtäfelung und Lavabo nach Entwürfen von Johann Hörmann aus den Jahren 1687/1688 ausgestattet. Im darüber liegenden Rekreationssaal ist eine einfachere Kassettendecke zu finden. Eine Holzfigur der Muttergottes auf der Mondsichel aus der Zeit um 1500 wurde 1959 neu gefasst.

### Kirche St. Georg

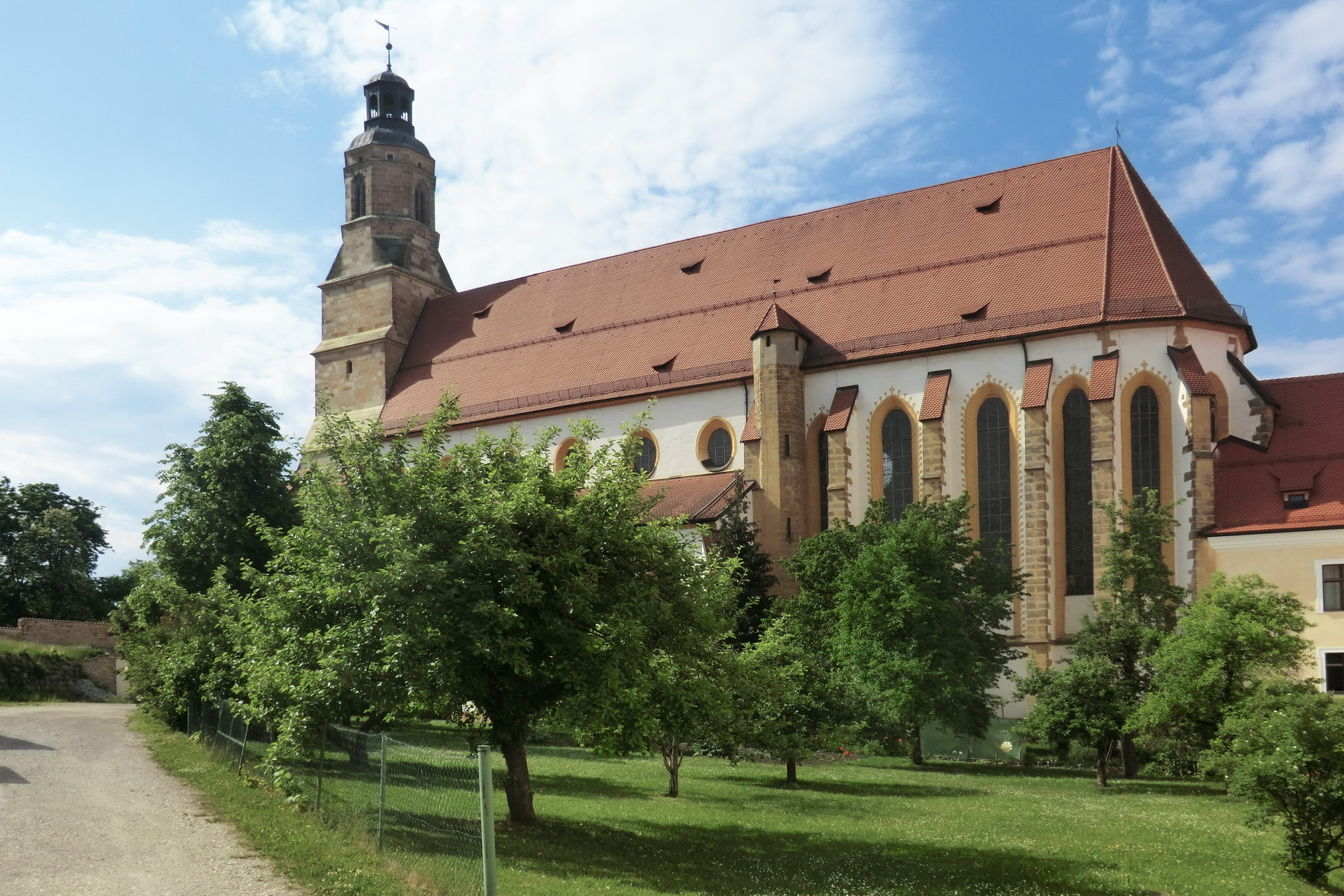
Kirche St. Georg

Ab 1359 entstand der hochgotische Neubau von St. Georg. Die dreischiffige Basilika mit abgewalmtem Satteldach, Treppenturm, Seitenkapellen und Westturm mit Welscher Haube wurde im 17./18. Jahrhundert, unter anderem durch Francesco Garbanini und Wolfgang Dientzenhofer, barockisiert und mit Anbauten versehen.